# منة شلبي
منة شلبي (مواليد 24 يوليو 1982) ممثلة مصرية. عُرفت من خلال دورها في فيلم الساحر عام 2001، وشاركت بعدها في أفلام عديدة حتى برز اسمها على الساحة الفنية واخر اعمالها فيلم  الهوي سلطان و الذي حقق نجاح كبير وعرفت بحبها للفن ودعمها لزملائها في الوسط الفني

## سيرتها الفنية
ولدت منة في الجيزة، لعائلة فنية حيث أن والدتها هي الممثلة زيزي مصطفى، ووالدها هو رجل الأعمال هشام شلبي، وعمتها هي الإعلامية بوسي شلبي. بدأت مسيرتها في التمثيل عام 2000 عندما اكتشفتها الفنانة سميحة أيوب وقدّمتها من خلال مسلسل سلمى يا سلامة، وكانت قبلها تظهر في البرامج التلفزيونية والفوازير للأطفال. وقبل أن تقتحم منة شلبي مجال السينما، ظهرت لمدة 3 ثوانٍ فقط ضمن أحداث فيلم العاصفة.
إلا أن البداية الحقيقية لمنة كانت عندما رشحها محمود عبد العزيز لتقف أمامه في بطولة فيلم الساحر من إخراج الراحل رضوان الكاشف عام 2001. ويعد مشهدها الأكثر رواجاً لأيّ ممثلة شابة، وهو المشهد الذي يجمع منة شلبي بالفنانة سلوى خطاب، وتكشف فيه عن تجاوزها مرحلة الطفولة لتصبح أنثى كاملة.
حصلت منة على دور رئيسي في مسلسل أين قلبي، ولعبت دور توحة ابنة الفنان حسن حسني وخيرية أحمد التي تعيش حياة صاخبة بلا قيود. عُرض المسلسل في رمضان 6 نوفمبر 2002، واشتركت دبي في إنتاجه مع مدينة الإنتاج الإعلامي بالقاهرة. وفي نفس السنة، ظهرت في مسلسل لدواعي أمنية للمخرج محمد فاضل (مخرج) وبطولة كمال الشناوي وماجد المصري وتقدم فيه دور سحر ابنة تاجر سلاح له أعداء كثر ويقومون بخطف الابنة وهو ما يؤدي إلى تغير نظرتها للحياة بعد عودتها لأبيها. 
ظهرت منة عام 2003 في عدة أعمال، ففي الفيلم الكوميدي كلم ماما، لعبت دور بنت بلد في حي شعبي تقع في حب شاب، لكن تواجهها مشكلة العداء بين والدتها التي تؤدي دورها عبلة كامل ووالد الشاب الذي يلعب دوره حسن حسني. واجه الفيلم نصيب كبير من هجوم النقاد رغم أنه حقق حضوراً جماهيرياً معقولاً، بإيرادات وصلت إلى سبع ملايين جنيه. وكان مخرج الفيلم أحمد عواض قد تلقى طلبا وصفه بالغريب من والدة منة شلبي الفنانة زيزي مصطفى، بمشاهدة النسخة الأخيرة من فيلمه كلم ماما، للتأكد ـ حسب قولها ـ من خلوه من المشاهد الساخنة، حتى لا تتعرض ابنتها لموجة انتقادات حادة مثلما حدث في فيلمها الأول الساحر.
ثم عملت منة مع المخرج منير راضي في فيلمه فيلم هندي بجانب أحمد آدم وصلاح عبد الله، وعلى رغم من التوقعات لنجاح الفيلم إلا أنه لم يحقق المردود الجماهيري، وذلك لأسباب عدة يأتي أبرزها العنوان السيئ للعمل «فيلم هندي» ونهاية بالتشكيك في موازنة الفيلم إذ أن كل هذا أثر سلباً في جماهيريته فلم يحقق سوى مليوني جنيه. وآخر أعمالها السينمائية ذلك الصيف كان في فيلم إوعى وشك، الذي عرض في نهاية الموسم وكان من بطولة الكوميديين الشباب أحمد رزق وأحمد عيد، وإخراج سعيد حامد ولم تتجاوز إيراداته مليوني جنيه.
وللسنة الثانية على التوالي، ظهرت منة على الشاشة الصغيرة، حيث قدمت شخصية منّة في مسلسل البنات وهي فتاة مدللة في البيت والجامعة ويطلق عليها زملاؤها اسم بوسي، تواجهها عقبات بعد زواجها وتعرّض زوجها لحادث يقعده. العمل يعتبر أول تجربة إخراج للسينمائي أحمد يحيى، ومن بطولة عمر الحريري وسميرة عبد العزيز وداليا البحيري، وكان من المقرر عرضه في رمضان لكنه استبعد.
عملت منة في 2004، مع المخرجة هالة خليل في فيلم أحلى الأوقات، وقامت ببطولته بالمشاركة مع حنان ترك وهند صبري. ثم ظهرت في ثاني أفلامها تلك السنة بحب السيما، تحت إدارة المخرج أسامة فوزي في ثالث أفلامه. عٌرض الفيلم في مهرجان دبي السينمائي الدولي الأول في ديسمبر 2014 وكذلك في مهرجان مراكش السينمائي الدولي في نسخته الرابعة، وقدم على مهرجان القاهرة السينمائي لكنه رفض عرض الفيلم بدعوى ضعفه فنيا وكونه يتناول قضية الوحدة الوطنية بشكل سطحي لا يتناسب مع طبيعة المهرجان الدولية. قدمت في الفيلم دور أخت الزوجة نوسة، وترى الناقدة صفاء الليثي أنها كانت «فتاة مصرية ممتلئة بالرغبة، مقنعة تماما، وجه معبر عن لحظات الفرح والحزن، هي أم قبل الأوان والتوأم على ذراعيها، تفاصيل كثيرة كلها محققة».
بعد ذلك، شوهدت منة في الفيلم الدرامي شباب تيك أواي أمام خالد محمود وأحمد عز، وسبق لمنة تصوير الفيلم قبل موعد صدوره بسنوات إلا أنه واجه مشاكل إنتاجية أجلت موعد طرحه في السينما حتى 2004.
لها خمسة أفلام ظهرت فيها خلال سنة 2005، بداية مثلت في الفيلم الدرامي الرومانسي إنت عمري بجانب هاني سلامة ونيللي كريم عام 2005. وأدت دور هند زوجة المهندس الشاب يوسف الذي يتعرض لمرض ابيضاض الدم. عُرض الفيلم في مهرجان القاهرة السينمائي الثامن والعشرون ومثل مصر في المسابقة الرسمية، إلا أنه لاقى ردود سلبية من النقاد. ثم مثلت في فيلم الحياة منتهى اللذة مع المخرجة منال الصيفي في أول تجاربها الإخراجية، وأوعزت سبب قبولها الدور هو الطاقم النسائي في الفيلم، بتواجد نهاد رمزي كمنتجه، وشهيرة سلام كاتبة السيناريو. وكان هذا ثاني تعاون لها مع الممثلة حنان ترك بعد فيلم أحلى الأوقات.
اقتسمت منة بطولة فيلم الإثارة ويجا مع التونسية هند صبري، والذي تدور أحداثه في قالب تشويقي حول مجموعة من الأصدقاء يلعبون لعبة سحرية قديمة تسمى ويجا وتتحقق تنبؤات اللعبة. ويعتبر الفيلم التعاون الثاني بين منة شلبي وهند وكذلك ثاني فيلم تمثله مع المخرج خالد يوسف. وأدت في الفيلم دور مريم التي تحب إبراهيم (محمد الخلعي) والتي تحمل بداخلها صراعات كثيرة. جاء الفيلم ثالثا من حيث الإيرادات التي وصلت إلى ثلاثة ملايين جنيه تقريبا من بين سبعة أفلام شاركت في عروض موسم عيد الأضحى. ووقتها أثار الفيلم ضجة من جانب بعض علماء الدين، بسبب مشهد صغير ظهرت فيه منة شلبي ترتدي الحجاب كي تقابل زميلها في الجامعة في منطقة شعبية، واعتبر البعض أن الفيلم يسخر من الحجاب، وطالب البعض بمنع عرضه في الدول العربية بحجة أنه يسيء للإسلام.
فيلمها الرابع في عام 2005 كان أحلام عمرنا، من إخراج عثمان أبو لبن الذي خاض التجربة السينمائية الروائية الأولى في مسيرته. ولعبت في الفيلم دور فتاة مسترجلة تملك معسكرا في مدينة ساحلية وتستقبل المصطافين الشباب حتى تقع في غرام شاب من بينهم، وشاركتها في بطولة الفيلم منى زكي ومصطفى شعبان. لاقى الفيلم نجاحا جماهيرا وقبولا جيد من النقاد، وعلى صعيد شباك التذاكر حقق أحلام عمرنا 5 ملايين جنيه في موسم الصيف.

## أعمالها

### الأفلام
| - الهوى سلطان:2024-سارة - الجريمة:2022-نادية - من أجل زيكو: 2022-صفاء - الإنس والنمس:2021-نارمين - خيال مآتة:2019-اسيا تانيا - تراب الماس:2018-سارة - الأصليين:2017-ثريا جلال - الماء والخضرة والوجه الحسن:2016-كريمة - نوارة:2015-نوارة - سمير أبو النيل:2013-ضيف شرف - بعد الموقعة:2012 - حلم عزيز:2012-عزيزة - إذاعة حب:2011-ليلى | - بيبو وبشير:2011-بيبو - ميكروفون:2011-هدير - نور عيني:2010-سارة - بدل فاقد:2009-مى - آسف على الإزعاج:2008-فريدة - إحنا النهاردة:2007- - كده رضا:2007-ندى / نادية - الأولة في الغرام:2007-سندس - هي فوضى؟:2007-نور - في محطة مصر:2006-ملك - لعبة الحب:2006-ضيف شرف - واحد من الناس:2006-منى زوجة محمود - عن العشق والهوى:2006-سلمى - السيد أبو العربي وصل:2005-مهجه | - الحياة منتهى اللذة:2005-منى - أحلام عمرنا:2005-نهى - إنت عمري:2005-هند - بنات وسط البلد:2005-ياسمين - ويجا:2005-مريم - أحلى الأوقات:2004-ضحى عبد الكريم - شباب تيك أواي:2004-نهله - بحب السيما:2004-نوسة بشرى - فيلم هندي:2003-عايدة - كلم ماما:2003-منى انتكة - إوعى وشك:2003-آيه - العاصفة:2001-طالبة - الساحر:2001-نور |

### مسلسلات
| - تغيير جو: 2023-شريفة - بطلوع الروح: 2022-روح - ليه لأ 2:2021-ندي - في كل أسبوع يوم جمعة:2020-نور رياض/ ليلى إسماعيل عبد الباري - نمرة اتنين:2020-لبنى - واحة الغروب:2017-كاثرين - حارة اليهود:2015-ليلى - نيران صديقة:2013-أميرة | - الجماعة:2010-عالية - حرب الجواسيس:2009-سامية فهمي - تامر وشوقية ج3: 2008 - سكة الهلالي:2006-نانسي - البنات:2003-منة | - لدواعي أمنية:2002-سحر الجوهري - أين قلبي:2002-توحة - حديث الصباح والمساء:2001-شاكيرا - سلمى يا سلامة:2000 |

### أخرى
- سعيدة مش سعيدة:2019-
- شوكة وسكينة:2017-سلمى
- زكي لاكي:2014-مروة
- شغل عفاريت:2012
- حبيبتى اخر حاجة:2010-أحلام
- شغل عفاريت:2010
- من قتل تامر وزه:2009
- شرويت ع الإنترنت:2003
- مالك الهوى

### برامج
- كاربول كاريوكي بالعربي:2018-ضيفة
- شيري استديو:2017-ضيفة
- ساترداي نايت لايف بالعربي:2016-ضيفة م4ح7
- صاحبة السعادة:2014-ضيفة
- لعب النجوم:2012-ضيفة
- طرطأ وفنجل:2008-ضيفة
- دارك:2008-ضيفة
- اللعبة: 2008 - ضيفة
- قناة خمس نجوم:2008-ضيفة
- فرصة سعيدة:2004-ضيفة

## الجوائز والترشيحات
| السنة | الجائزة                                  | الفئة                                                 | العمل           | النتيجة                                                               | م      |
| ----- | ---------------------------------------- | ----------------------------------------------------- | --------------- | --------------------------------------------------------------------- | ------ |
| 2006  | مهرجان المركز الكاثوليكي للسينما المصرية | أفضل ممثلة                                            | بنات وسط البلد  |                                                                       |        |
| 2007  | مهرجان جمعية الفيلم للسينما المصرية      | أفضل ممثلة                                            | بنات وسط البلد  | فوز                                                                   | [ 30 ] |
| 2007  | المهرجان القومي للسينما المصرية          | أفضل دور نسائي أول                                    | عن العشق والهوى | فوز                                                                   | [ 31 ] |
| 2019  | مهرجان القاهرة السينمائي الدولي          | جائزة فاتن حمامة للتميز                               | عن مجمل الأعمال | فوز                                                                   | [ 32 ] |
| 2022  | جوائز الايمي                             | افضل ممثلة عن دورها في مسلسل ( في كل اسبوع يوم جمعة ) | عن المسلسل      | تم ترشيحها للجائزة كأول ممثلة عربية يتم ترشيحها لهذه الجائزة العالمية |        |

## قضية تعاطي المخدرات
نشرت وسائل إعلام مصرية، الجمعة 25 نوفمبر 2022، خبرا مفاده القبض على الفنانة منه شلبي في مطار القاهرة بعد عودتها من السفر وبحوزتها كمية من المواد المخدرة وأكياسا من نبات الماريجوانا المخدر. وفي 5 يناير 2023، قضت محكمة جنايات القاهرة في مصر، بحبسها سنة مع إيقاف التنفيذ وتغريمها 10 آلاف جنيها بعد إدانتها بـ"إحراز جوهر الحشيش المخدر بقصد التعاطي".

## وصلات خارجية
- منة شلبي على موقع IMDb (الإنجليزية)
- منة شلبي على موقع الدهليز
- منة شلبي على موقع قاعدة بيانات الأفلام العربية
- منة شلبي على موقع ألو سيني (الفرنسية)
- منة شلبي على موقع أول موفي (الإنجليزية)
- منة شلبي على موقع قاعدة بيانات الفيلم (الإنجليزية)
- منة شلبي على موقع كينوبويسك (الروسية)